# Міжнародний день ненасильства
 Міжнародний день ненасильства (іншими офіційними мовами ООН: англ. International Day of Non-Violence, араб. اليوم الدولي للاعنف, ісп. Día Internacional de la No Violencia, спр. китайська: 国际非暴力日, фр. Journée internationale de la non-violence) установлений Генеральною Асамблеєю ООН 27 червня 2007 року (резолюція ООН  № A/RES/61/271). Цей день відзначають, починаючи з 2007 року, щорічно 2 жовтня в день народження Магатми Ґанді.
Ціль цього Міжнародного дня, як сказано в резолюції Генеральної Асамблеї, — бажання затвердити культуру миру, терпимості, розуміння і ненасильства. Резолюція закликає оповістити всіх людей про цю дату, щоб вони святкували її.

## Див. також

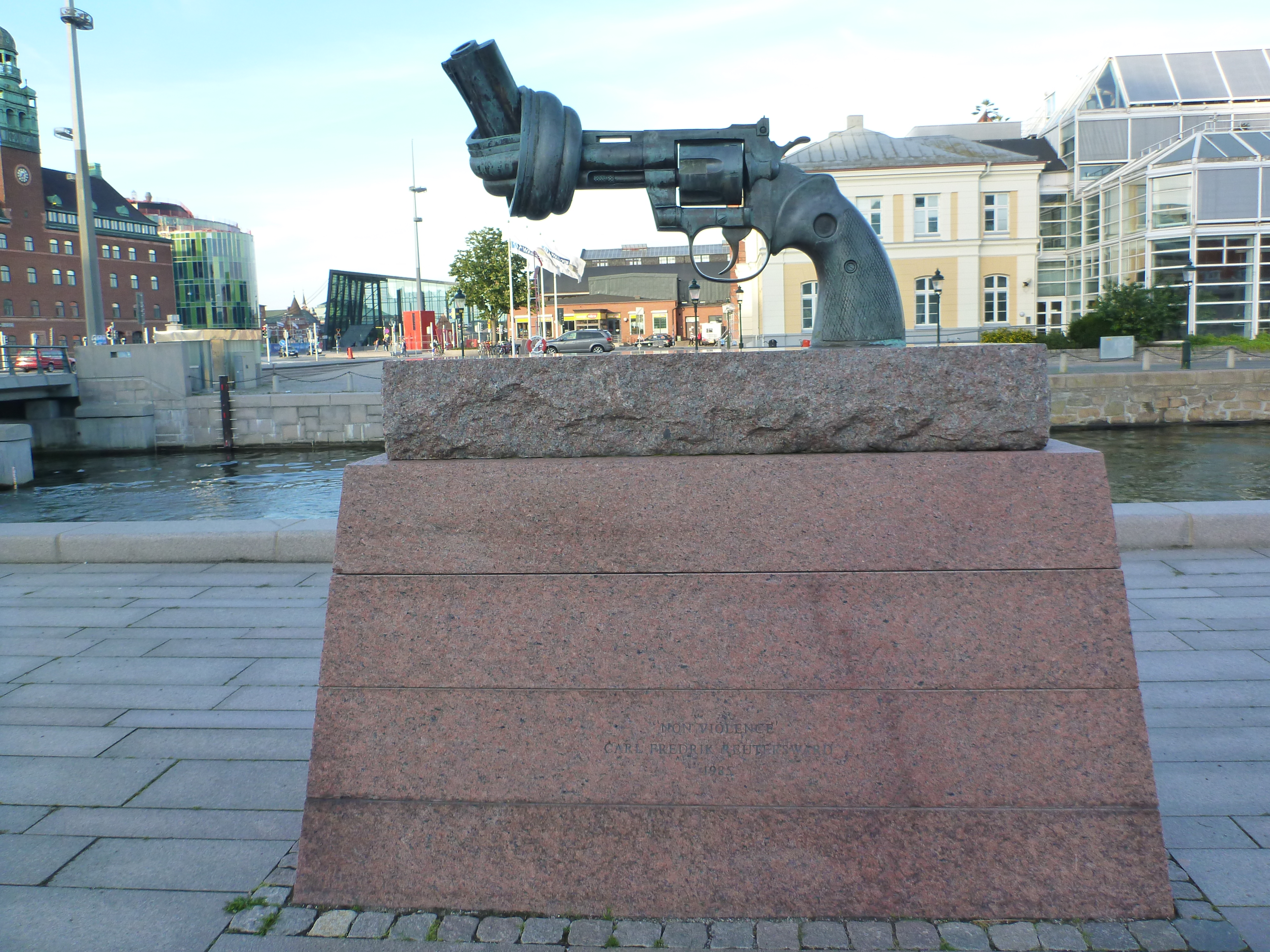
Скульптура Карла Фредеріка в Мальме, Швеція до дня Ненасильства.